# Peter Lauterbach (Landrat)
Peter Lauterbach (* 21. Januar 1896; † nach 1951) war von 1948 bis 1951 nebenamtlicher Landrat des Kreises Schleiden.

## Leben
Der Mechernicher Lauterbach folgte auf Bruno Klausener vom 11. November 1948 bis zum 14. November 1951 als Landrat des Kreises Schleiden. Der CDU–Kreistagsabgeordnete Lauterbach war am 11. November 1948 von dem am 17. Oktober neu gewähltem Kreistag zum Landrat gewählt worden. Dem Kreistag gehörten 28 Mitglieder an, darunter 19 von der CDU und 7 von der SPD. Der Kreistag wählte Lauterbach am 2. Dezember 1949 und am 19. Dezember 1950 jeweils für ein Jahr erneut zum Landtag, bei der Wahl vom 14. Dezember 1951 wurde er schließlich zum 1. Kreisdeputierten gewählt. Seine Nachfolge trat Willy Müller an.